# 597 Bandusia
597 Bandusia
597 Bandusia là một tiểu hành tinh ở vành đai chính. Nó được Max Wolf phát hiện ngày 16.4.1906 ở Heidelberg và được đặt theo tên suối nước Bandusia, gần thành phố Polezzo, Apulia, Ý, nơi Horace đã viết một bài thơ về nó